# Samur
Samur (ros.: Самур) – rzeka w Rosji, w południowym Dagestanie, częściowo na granicy z Azerbejdżanem. Jej długość wynosi 213 km; dorzecze zajmuje powierzchnię 7330 km².
Źródła znajdują się na zboczach góry Guton w łańcuchu Wielkiego Kaukazu. Rzeka płynie głęboką, wąską doliną między Górami Samurskimi i pasmem Kiabiak; w dolnym biegu dolina rozszerza się a koryto rozdziela się na odnogi. U ujścia do Morza Kaspijskiego Samur tworzy deltę. Reżim mieszany z przewagą deszczowego. W okresie od marca do sierpnia wylewa. Rzeka wykorzystywana jest do nawadniania.
Delta Samuru znajduje się na terenie Parku Narodowego „Samurskij”.